# ميخاو خوليفا
ميخاو خوليفا (مواليد 1986 في خوجوف) هو دبلوماسي بولندي يشغل منصب سفير جمهورية بولندا لدى الكويت منذ عام 2025.

## الحياة
تخرج ميخاو خوليفا بمرتبة الشرف من جامعة ياغيلونيا في تخصص العلاقات الدولية مع تركيز على الدراسات الأمريكية. بدأ دراسات الدكتوراه في نفس الجامعة. درس أيضًا العلوم السياسية في جامعة باريس(2008/2009)، وجامعة هارفارد (2019). بدأ مسيرته الدبلوماسية كخريج من أكاديمية وزارة الخارجية البولندية. عمل في إدارة تخطيط السياسات (كرئيس قسم)، إدارة العلاقات الخارجية مع الاتحاد الأوروبي، وإدارة إفريقيا والشرق الأوسط (كرئيس قسم المغرب والمشرق). خدم في السفارتين البولنديتين في تل أبيب (حتى 2018) وباريس. في نوفمبر 2024، أصبح رئيسًا للسفارة البولندية في مدينة الكويت. وفي أبريل 2025، عُين سفيرًا لدى الكويت، مع اعتماد إضافي لدى البحرين. كعضو في فريق كرة القدم الخاص بوزارة الخارجية، حصل على ميداليات ذهبية وفضية في البطولات الدبلوماسية لكأس البلطيق وكذلك كأس وسط أوروبا. متزوج من أغاتا وله ولدين.